# Quả bóng vàng châu Âu 2017
Quà bóng vàng châu Âu 2017 (tiếng Pháp: 2017 Ballon d'Or) là giải thưởng được trao cho cầu thủ bóng đá có thành tích thi đấu tốt nhất trên thế giới vào năm 2017.

## Danh sách rút gọn
30 ứng cử viên cho giải thưởng này đã được công bố vào ngày 9 tháng 10 năm 2017. Người chiến thắng sẽ được công bố vào ngày 7 tháng 12 năm 2017.

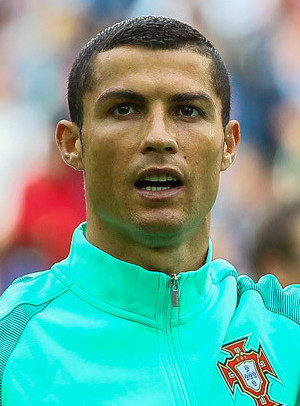
Người đoạt danh hiệu Quả bóng vàng châu Âu 2017 là Cristiano Ronaldo.

| Xếp hạng | Cầu thủ                   | Câu lạc bộ                    | Sô điểm |
| -------- | ------------------------- | ----------------------------- | ------- |
| 1        | Cristiano Ronaldo         | Real Madrid                   | 946     |
| 2        | Lionel Messi              | Barcelona                     | 670     |
| 3        | Neymar                    | Barcelona Paris Saint-Germain | 361     |
| 4        | Gianluigi Buffon          | Juventus                      | 221     |
| 5        | Luka Modrić               | Real Madrid                   | 84      |
| 6        | Sergio Ramos              | Real Madrid                   | 71      |
| 7        | Kylian Mbappé             | Monaco Paris Saint-Germain    | 48      |
| 8        | N'Golo Kanté              | Chelsea                       | 47      |
| 9        | Robert Lewandowski        | Bayern Munich                 | 45      |
| 10       | Harry Kane                | Tottenham Hotspur             | 36      |
| 11       | Edinson Cavani            | Paris Saint-Germain           | 32      |
| 12       | Isco                      | Real Madrid                   | 28      |
| 13       | Luis Suárez               | Barcelona                     | 27      |
| 14       | Kevin De Bruyne           | Manchester City               | 25      |
| 15       | Paulo Dybala              | Juventus                      | 23      |
| 16       | Marcelo                   | Real Madrid                   | 21      |
| 17       | Toni Kroos                | Real Madrid                   | 20      |
| 18       | Antoine Griezmann         | Atlético Madrid               | 17      |
| 19       | Eden Hazard               | Chelsea                       | 16      |
| 20       | David de Gea              | Manchester United             | 15      |
| 21       | Pierre-Emerick Aubameyang | Borussia Dortmund             | 14      |
| 21       | Leonardo Bonucci          | Juventus Milan                | 14      |
| 23       | Sadio Mané                | Liverpool                     | 10      |
| 24       | Radamel Falcao            | Monaco                        | 9       |
| 25       | Karim Benzema             | Real Madrid                   | 7       |
| 26       | Jan Oblak                 | Atlético Madrid               | 4       |
| 27       | Mats Hummels              | Bayern Munich                 | 3       |
| 28       | Edin Džeko                | Roma                          | 2       |
| 29       | Philippe Coutinho         | Liverpool                     | 0       |
| 29       | Dries Mertens             | Napoli                        | 0       |